# Les Trois Mousquetaires
Les Trois Mousquetaires is een Frans-Italiaanse film uit 1953 van André Hunebelle. 
Het scenario is gebaseerd op het boek De drie musketiers (1844) van Alexandre Dumas père.
Na Le Retour de don Camillo en Le Salaire de la peur  was deze mantel-en-degenfilm de meest succesrijke film van 1953 in Frankrijk.

## Rolverdeling
| Acteur           | Personage                                   |
| ---------------- | ------------------------------------------- |
| Georges Marchal  | D'Artagnan                                  |
| Bourvil          | Planchet                                    |
| Yvonne Sanson    | Milady de Winter                            |
| Gino Cervi       | Porthos                                     |
| Jean Martinelli  | Athos                                       |
| Jacques François | Aramis                                      |
| Danielle Godet   | Constance Bonacieux                         |
| Jean Poiret      | een lijfwacht van de kardinaal de Richelieu |